# 阿富汗佛教

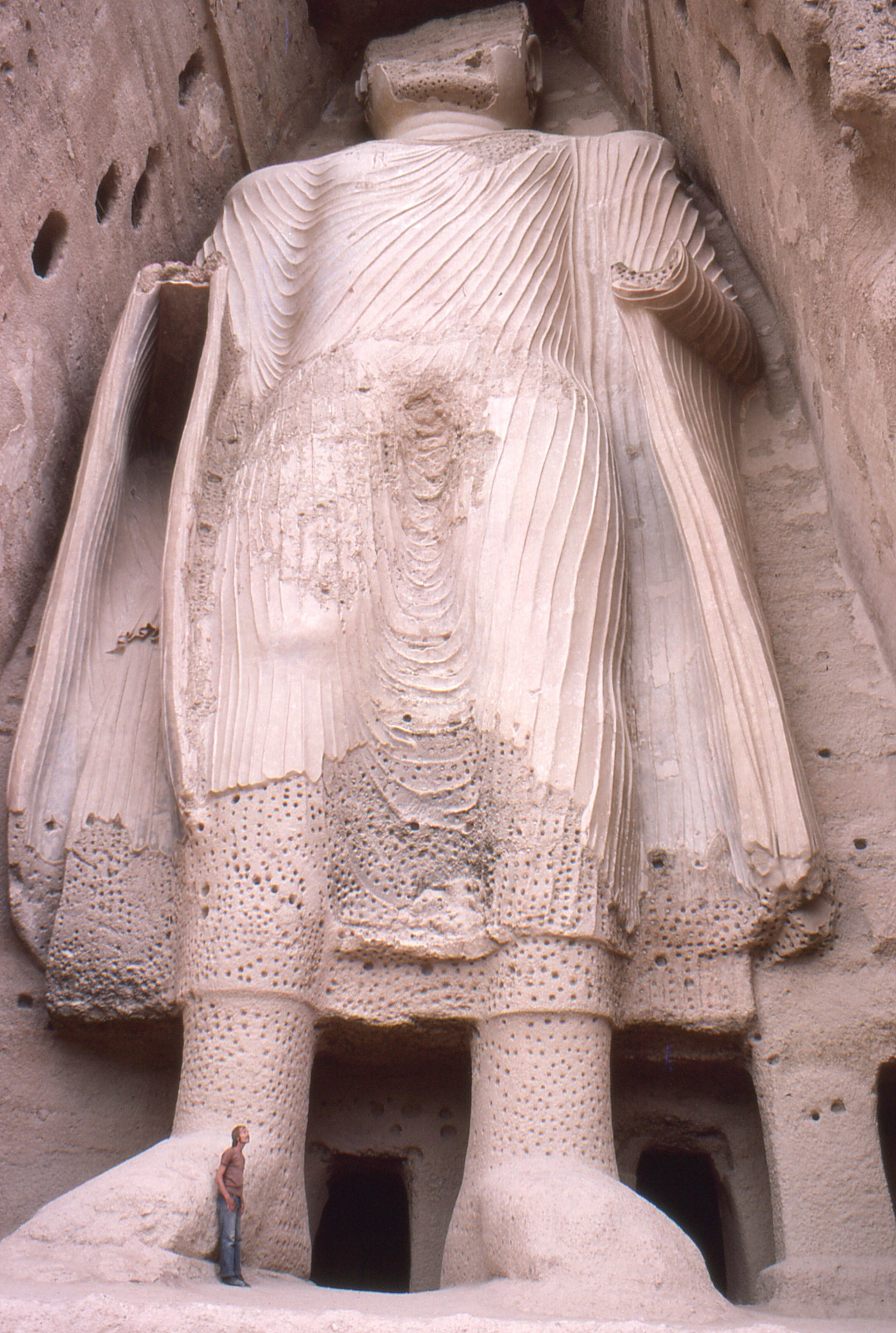
其中一座巴米揚大佛

佛教，是阿富汗在阿拉伯人穆斯林入侵之前的主要宗教之一。在公元前305年塞琉西帝國與印度的孔雀王朝時廣泛流傳的興都庫什山以南。在七世纪後开始衰落，十一世纪古爾王朝時消失。

## 歷史
阿富汗在中東與南亞之間，也是希腊與南亚文化交匯點。佛教在塞琉古時期傳入，貴霜王朝大盛。位於阿富汗北部巴爾赫的著名波斯佛教寺院，被稱為Nava Vihara（“新修道院”），幾個世紀以來一直是中亞佛教學習的中心。嚈噠時期開始衰落，隨著伊斯蘭教在7世紀的到來，阿富汗的佛教宗教開始逐漸消失，但終於在11世紀的加色尼王朝期間結束了，古爾王朝時期完全消失。现在阿富汗的佛教徒几乎为零，绝大多数都是穆斯林。2001年，著名的巴米扬大佛雕塑被执政的极端伊斯兰原教旨主义塔利班政权炸毁，试图以此完全抹去历史上阿富汗的佛教痕迹。